# Проект Тайского канала

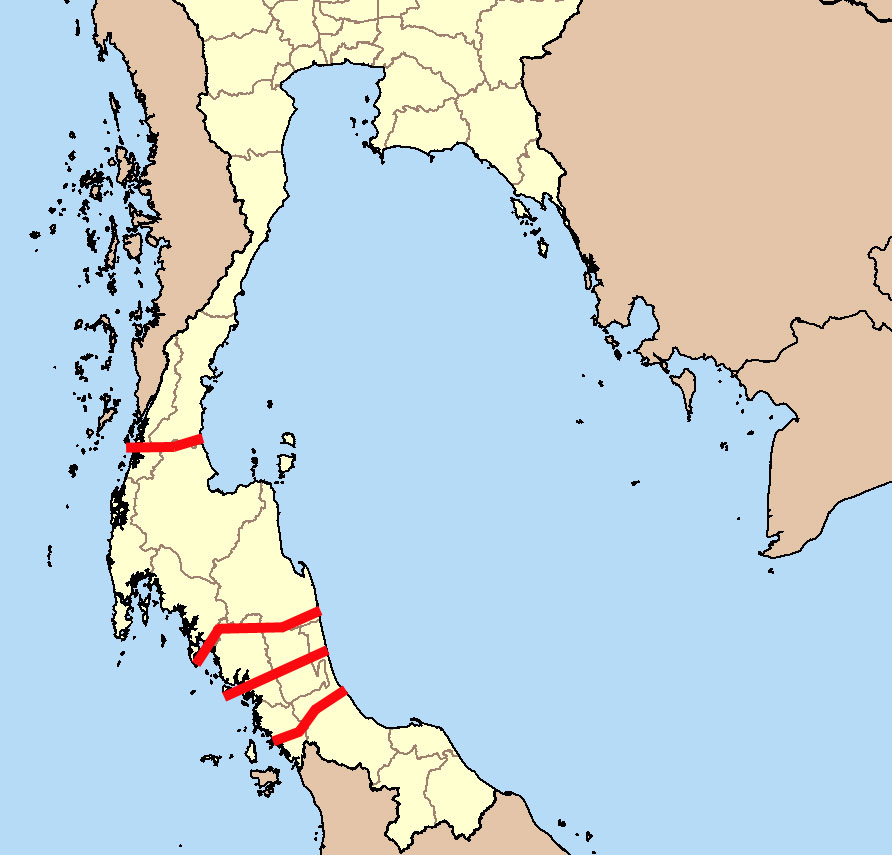
Предполагаемые маршруты канала

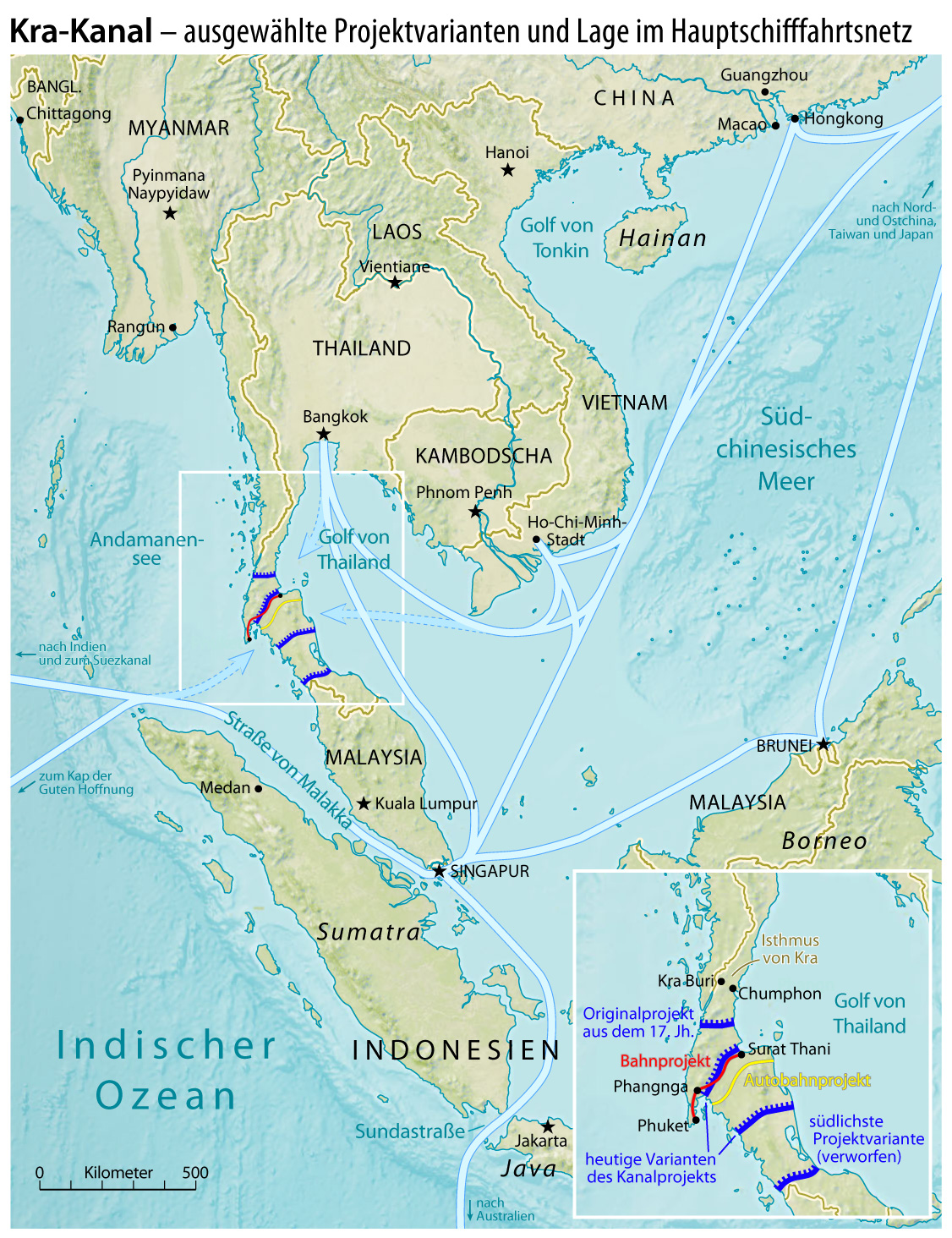

Тайский канал, также известный как канал через перешеек Кра — планируемый судоходный канал через перешеек Кра на юге Таиланда, основной целью которого будет сокращение морского пути из Восточной в Южную Азию в обход Малаккского пролива. Ожидается, что как и в случаях с Панамским и Суэцким каналами, Тайский канал существенно улучшит транспортные возможности региона, пропуская танкеры и контейнеровозы в обход Малаккского пролива, в котором суда подвергаются атакам пиратов. Реализация проекта сдерживается большой стоимостью и ожидаемыми экологическими проблемами.

## География
Минимальная ширина перешейка Кра составляет 44 км, а высота горной гряды, проходящей по нему, составляет около 75 м. Для сравнения: длина Панамского канала составляет 77 км, а максимальная высота на пути Гайлард составляет 64 м. Панамский канал проходит эту точку на высоте 12 м (дно канала) и 26 м (высота водной поверхности) над уровнем моря, то есть корабли поднимаются системой шлюзов до 26 м. Суэцкий канал имеет длину 192 км, но проходит по равнине.
Длина канала по разным вариантам проекта может составлять от 50 до 100 км.

## История
Так как канал через перешеек Кра значительно сократил бы морской путь вокруг полуострова Малакка, планы по его сооружению возникли ещё в 1677 году, когда король Таиланда Нарай попросил французского инженера де Ламара изучить возможность соединить города Сонгкхла и Марид (ныне Мьянма) коротким водным путём. Исследование было проведено, но технологии того времени не позволяли осуществить этот проект. В 1793 году идею поднял младший брат короля Буддха Йодфа Чулалоке (Рама I), предположив, что канал упростит переброску военных кораблей на западное побережье. Кроме того, в начале XVII века каналом заинтересовалась Британская Ост-Индская компания. После захвата Бирмы британцами в 1863 году вновь была предпринята попытка изучения проекта, окончившаяся безрезультатно. В 1882 году руководитель постройки Суэцкого канала Фердинанд де Лессепс приехал в Таиланд для изучения проекта, но не получил разрешения от короля. В 1897 году между Таиландом и Британской империей было заключено соглашение, по которому Таиланд отказался от планов по строительству канала с целью сохранения важности гавани Сингапура.
В XX веке идея вновь возникала несколько раз, причём на этот раз планируемое расположение канала было перенесено на юг Таиланда — между гаванью Бандон у города Сураттхани и городом Пхангнга. В 1985 году японской корпорацией Mitsubishi был предложен вариант создания канала с помощью ядерных взрывов — проект подразумевал использование 20 ядерных зарядов мощностью в два раза больше использованных при бомбардировке Хиросимы. По последнему варианту канал будет проходить через провинции Накхонситхаммарат и Транг.
В 2005 году в газете The Washington Times появилась информация из отчёта для Министра обороны США, что Китай планирует участвовать в строительстве Таиландского канала в рамках повышения своей энергетической безопасности. По оценкам китайской стороны реализация проекта займёт 10 лет и потребует привлечения 30 тыс. рабочих и 20-25 млрд американских долларов.
Китайская Народная Республика недавно выразила заинтересованность в канале. Было проведено несколько конференций между китайскими и тайскими экспертами — например, в Бангкоке в сентябре 2017 года и 1 февраля 2018 года. С точки зрения Китая, канал станет частью проекта «Морской шелковый путь», который связывает Китай с Юго-Восточной Азией, Южной Азией, Аравией и Африкой.
Ходят слухи, что длина канала составит 120 км, ширина 400 м и глубина 20 м. Это позволило бы даже самым крупным судам проходить через беспрепятственное встречное движение. После завершения общий маршрут будет сокращен на 1200 км, а судоходный поток в Малаккском проливе будет уменьшен примерно на тридцать процентов. Спонсором проекта будет Китай-Таиландская компания по инвестициям и развитию инфраструктуры Kra, которая, по-видимому, уже основана. Согласно последним опросам, только около 30 % жителей Таиланда приветствовали бы строительство каналов. Реализация проекта сдерживается и ожидаемыми проблемами, такими как политические беспорядки, коррупция внутри правительства, разрушение окружающей среды и дальнейшее расслоение на части уже разделенных провинций справа и слева от возможного маршрута канала.

## Альтернативы
В качестве альтернативного варианта существует также проект по строительству железнодорожного сообщения между обоими побережьями. Начатая в 1993 году автодорога, шоссе 44 (с возможностью расширения до ж/д и трубопровода), является единственной законченной частью проекта, однако её завершению (до побережий она не доходит) препятствует озабоченность[кого?] вопросами экологии.
В октябре 2020 года высокопоставленный член правительственной группы по экономической политике Таиланда заявил, что строительство канала нереально и основное внимание следует уделить реализации проекта сухопутного моста.